# Třtice (Studnice)
Třtice (německy Třtitz nebo Rohrbusch) je malá vesnice, část obce Studnice v okrese Náchod. Nachází se asi 1,5 km na severozápad od Studnice, při potoce Olešnici. Třtice leží v katastrálním území Třtice nad Olešnicí o rozloze 1,42 km2.
První písemná zmínka o Třtici jako o zemanském sídle je z roku 1431. Později se stala vlastnictvím pánů Straků z Nedabylic. V roce 2009 zde bylo evidováno 18 adres. V roce 2001 zde trvale žilo 38 obyvatel.
Ve Třtici vyvěrá minerální pramen Vostré vody (též uváděno jako Ostrá voda), které je typická pro vysoké množství železa. Nachází se zde mnohem více pramenů, ty však nejsou upraveny pro civilní užitek, některé ani chemicky prověřeny.

## Galerie

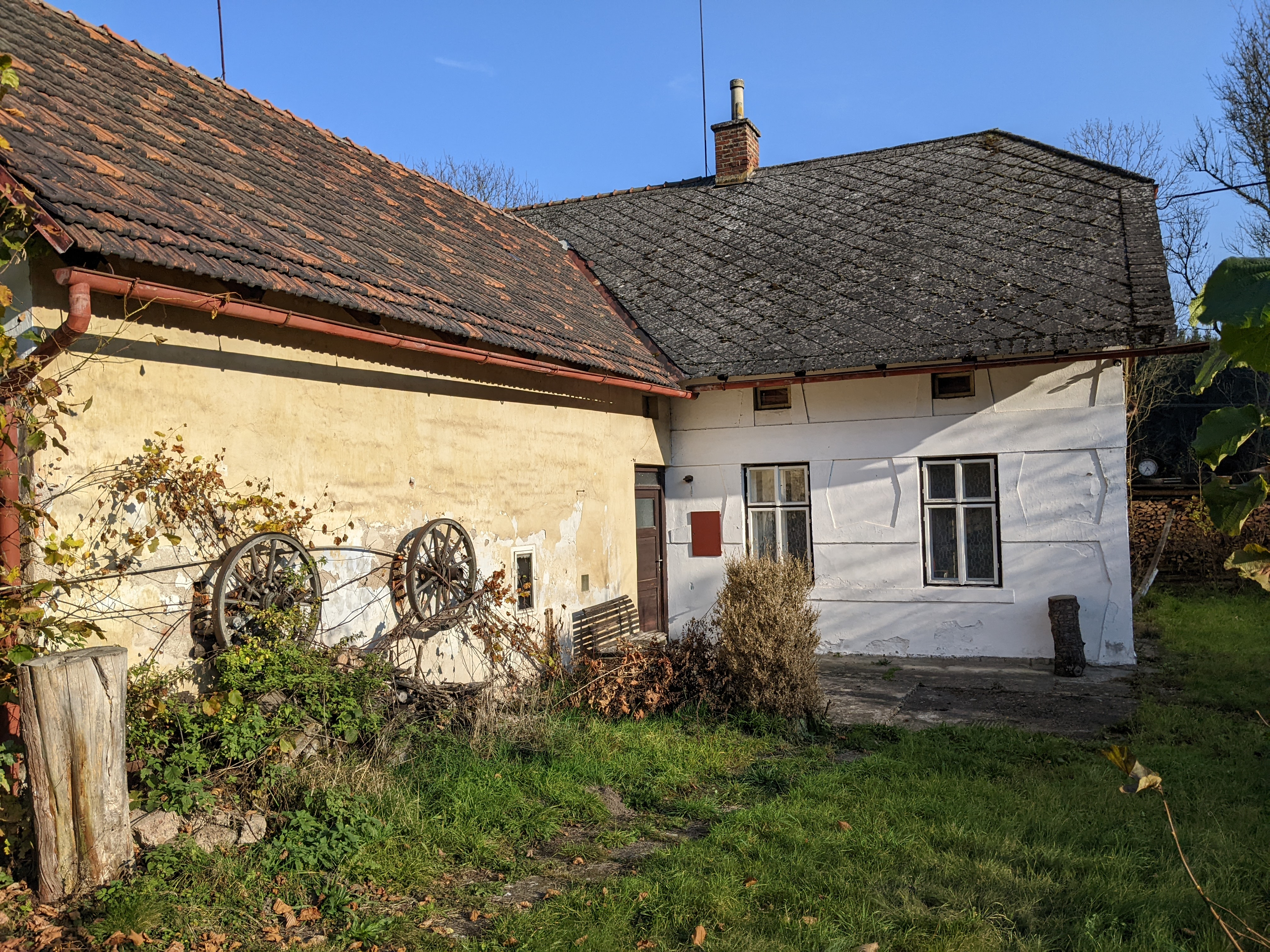
stavení čp. 19
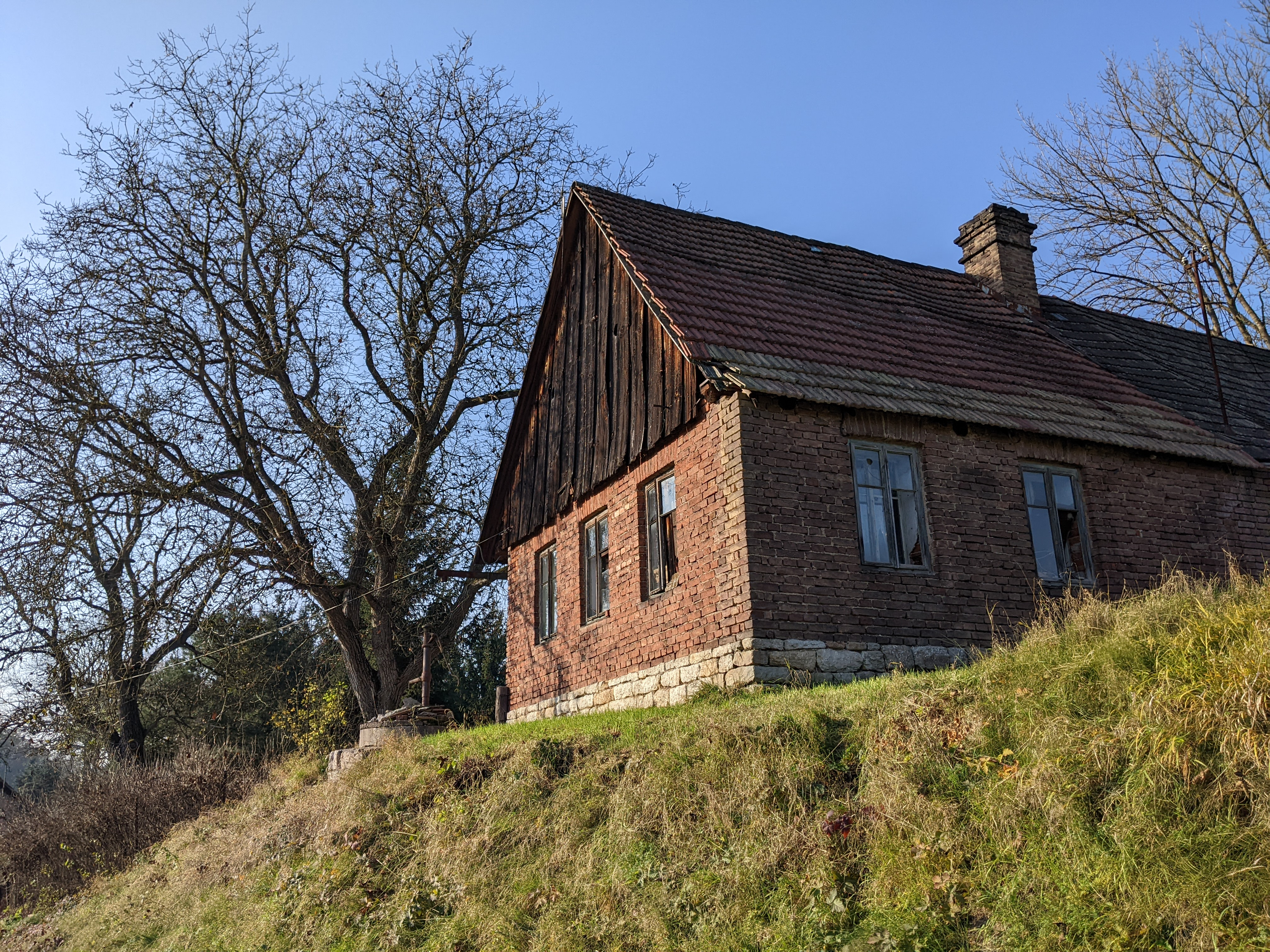
chalupa čp. 2
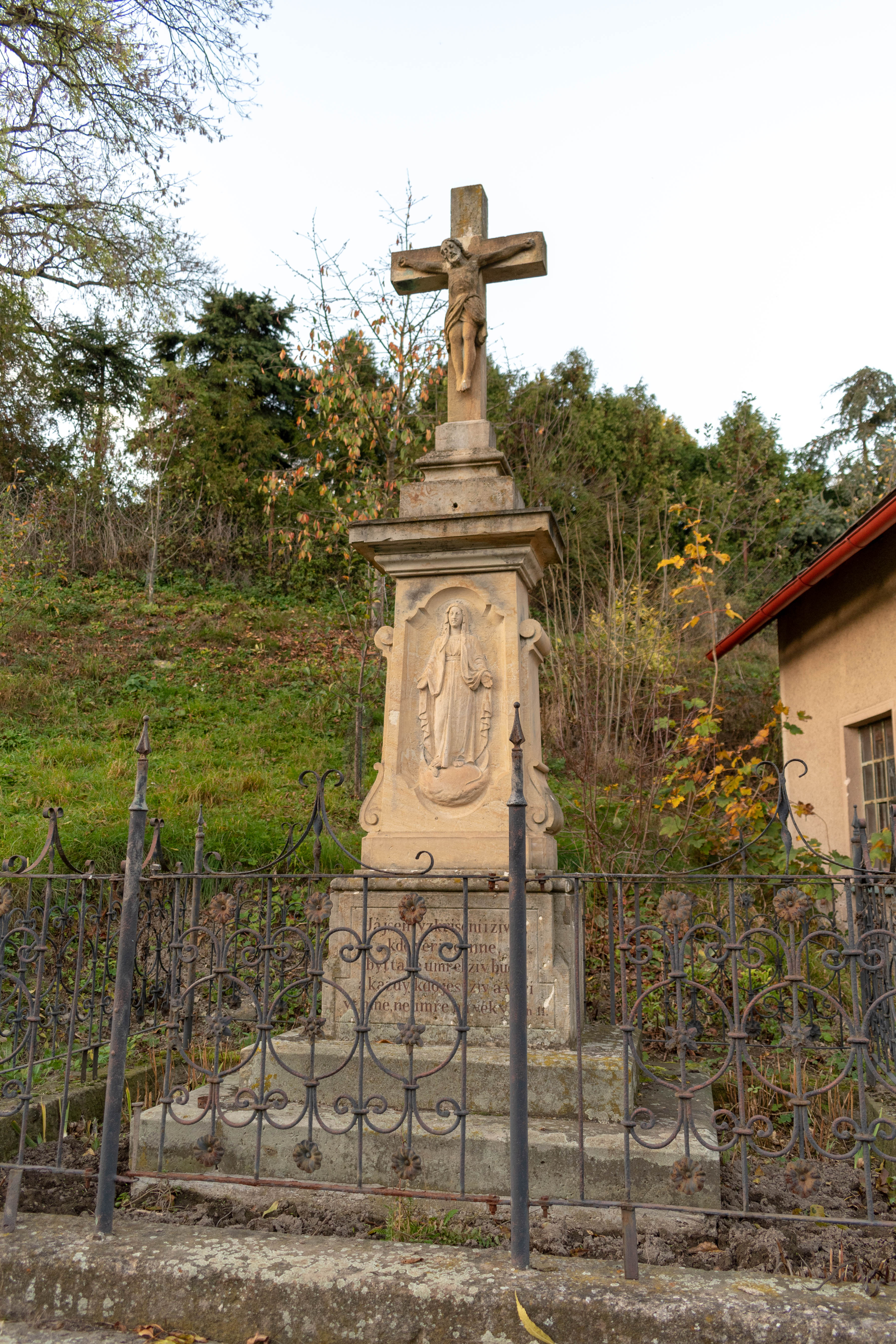
kříž ve středu vsi
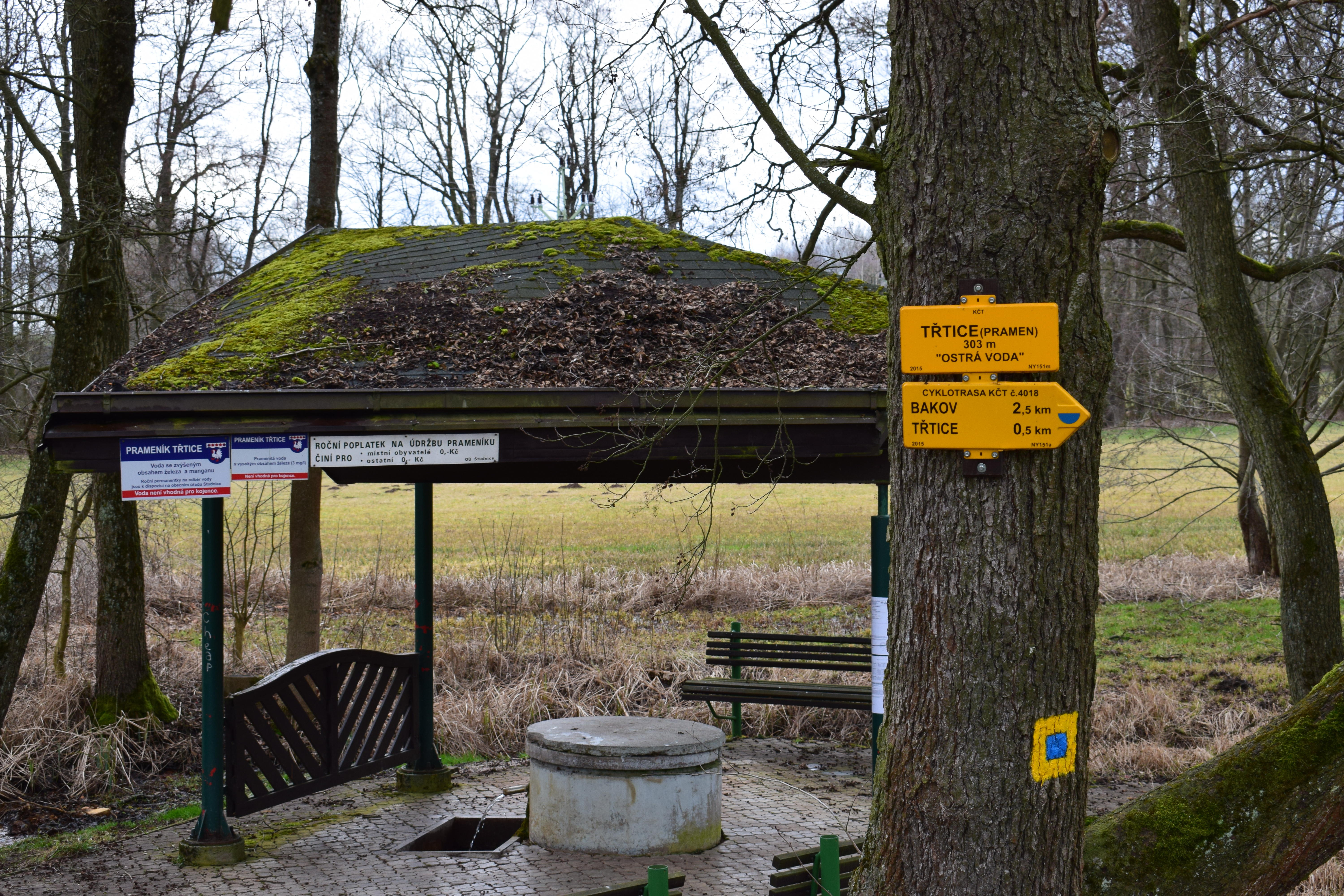
studánka Vostrá voda